# Amasya (prowincja)
Amasya – prowincja Turcji, leżąca nad rzeką Yeşil. Prowincja zajmuje 5520 km²,  w 2021 roku zamieszkuje ją 335 331 osób.
Stolicą prowincji jest Amasya, antyczna Amaseja wspomniana w dokumentach powstałych za czasów panowania Aleksandra Wielkiego, miejsce urodzin geografa i historyka Strabona. Za czasów istnienia Imperium Osmańskiego miasto było dobrze znane z powodu istnienia tam medresy.

## Geografia
Amasya jest rolniczą prowincją znaną z produkcji wyrobów tytoniowych, brzoskwini, wiśni i ketmii piżmowej

## Dystrykty

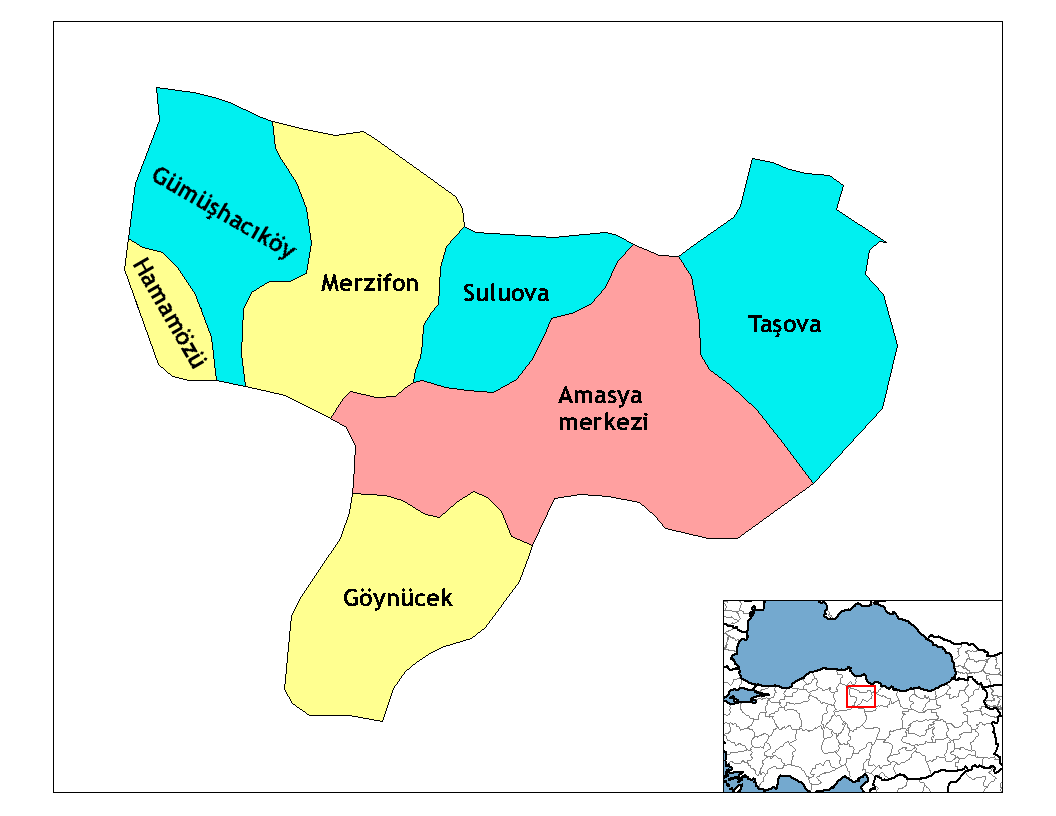
Dystrykty na mapie prowincji

Prowincja Amasya jest podzielona na 7 dystryktów
- Amasya (główny dystrykt)
- Göynücek
- Gümüşhacıköy
- Hamamözü
- Merzifon
- Suluova
- Taşova